# Patuca (Olancho)
Patuca est une municipalité du Honduras, située dans le département d'Olancho. Elle est située à l'est de Juticalpa et au sud de Catacamas. La capitale de la municipalité est Nueva Palestina. Cet endroit est aussi appelé Froilán Turcios.
La municipalité comprend en 2013 13 villages et 143 hameaux.

## Historique
Patuca est fondée en 1992 à l'initiative du député Joaquín Rosales Barralaga — qui en a été le premier maire de 1992 à 1994 — à la suite d'une scission de la municipalité voisine de Juticalpa. Son nom provient de la proximité du fleuve Patuca qui traverse son territoire et qui, avec près de 500 km de longueur, est le second plus long en Amérique centrale et le plus long au Honduras. Son nom signifie dans la langue de la population indigène : « Lieu du jeu de hasard. »

## Économie
Le manioc, le maïs et les oranges sont cultivés dans la commune. Des produits laitiers et du bois sont également produits. Les produits sont principalement commercialisés à Tegucigalpa et dans le département d'El Paraíso.

## Crédit d'auteurs
- (en) Cet article est partiellement ou en totalité issu de l’article de Wikipédia en anglais intitulé « Patuca » (voir la liste des auteurs).